# Gustav Calliano
Gustav Calliano (* 11. Juni 1853 in Laibach, heute Ljubljana; † 12. Februar 1930 in Baden bei Wien) war ein österreichischer Heimatforscher.

## Karriere
Calliano veröffentlichte 1894 die Ergebnisse seiner Grabungen im Raum der niederösterreichischen Stadt Baden. Die dabei gefundenen Objekte gaben später Anlass zur Benennung der jungsteinzeitlichen Badener Kultur. Calliano führte Grabungen auch auf dem Kalenderberg in Mödling und bei Bad Fischau durch, die in derselben Publikation erwähnt werden.
Calliano gründete u. a. die „Afrikanische Gesellschaft“ (1874) und die „Gesellschaft zur Verbreitung wissenschaftlicher Kenntnisse“ (1880), die das noch heute bestehende Kaiser-Franz-Josef-Museum auf dem Mitterberg errichtete (eröffnet 1905).
Sein Bruder Carl Calliano (1857–1934) betätigte sich ebenfalls als Heimatforscher.

## Veröffentlichungen
- Prähistorische Funde in der Umgebung von Baden. Wien und Leipzig 1894.
- Die Höhlen um Baden. Mitteilungen der Section für Höhlenkunde des ÖTC. Baden 1886/87.
- Die Burgruine Rauhenstein im Helenenthale bei Baden. Nieder-Österreichische Landschaftsbilder, Band 1, N. Ö. Landesfreunde, Baden 1898